# Georg Hensel
Georg Hensel (* 13. Juli 1923 in Darmstadt; † 17. Mai 1996 ebenda) war ein deutscher Theaterkritiker.

## Leben
Georg Hensel war der Sohn eines Lokomotivführers. Nach bestandenem Abitur 1941 wurde er zur Wehrmacht eingezogen, wo er bis Kriegsende seinen Dienst versah.
Hensel begann seine journalistische Tätigkeit in seiner Heimatstadt beim Darmstädter Echo. Hier stieg er die Karriereleiter vom jungen Redakteur bis zum Theaterkritiker und Leiter des Feuilletons auf. 1975 ging er als Theaterkritiker zur Frankfurter Allgemeinen Zeitung und wurde deren Chefkritiker. Er blieb festangestellt bis 1989, als er aus gesundheitlichen Gründen in den Ruhestand ging.
Für seine Arbeit Und viel Spaß am Leben in der FAZ über seine eigene Herzoperation wurde er 1982 mit dem Egon-Erwin-Kisch-Preis ausgezeichnet.
Hensels Theaterkritiken sind in einigen Sammelbänden erschienen. Außerdem war er Autor zahlreicher theaterkritischer Bücher. Sein Werk Spielplan gibt einen Überblick über die Theaterstücke von der Antike bis zur Gegenwart. Das Buch erschien erstmals 1966 und wurde für zahlreiche Neuauflagen mehrfach überarbeitet und erweitert. Er beschäftigte sich des Weiteren mit dem Dramatiker Samuel Beckett.
Nebenbei tat sich Hensel auch als Erzähler hervor. Seine erste Erzählung Nachtfahrt erschien bereits 1949. Auch seine 1994 unter dem Titel Glück gehabt erschienenen Erinnerungen hatten ein großes Echo bei Kritik und Lesern.
Seit 1984 war er Mitglied der Deutschen Akademie für Sprache und Dichtung.
1995 erhielt Hensel die Goethe-Plakette des Landes Hessen.
Nach längerer Krankheit verstarb Hensel mit 72 Jahren in seiner Heimatstadt Darmstadt. Georg Hensel war verheiratet und hatte einen Sohn.
Georg Hensel wurde auf dem Arheilger Friedhof bestattet.

## Werke (Auswahl)
- Nachtfahrt 1949
- Stierkampf
- Samuel Beckett, Monographie
- Glück gehabt – Szenen aus einem Leben, Memoiren, Insel-Verlag, Frankfurt am Main 1994, ISBN 3-518-38995-5.
- Spielplan – ein Schauspielführer von der Antike bis zur Gegenwart. Propyläen, Frankfurt am Main 1966, ISBN 3-89996-612-0. (Zwei Bände, zuletzt überarbeitet 1978.)
- Das Theater der Siebziger Jahre
- Spiel's noch einmal: das Theater der achtziger Jahre
- Glücks-Pfennige. Lustvolles Nachdenken über Theater, Literatur und Leben. Gesammelte Essays. Insel-Verlag 1996